# وو يان
وو يان (بالصينية: 吴龑) (7 يناير 1989 في الصين - ) هو لاعب كرة قدم صيني في مركز حراسة المرمى. شارك مع منتخب الصين تحت 20 سنة لكرة القدم ومنتخب الصين تحت 23 سنة لكرة القدم. أما مع النوادي، فقد لعب مع نادي هينان جيانيي وWuhan Optics Valley F.C. ‏ ونادي ووهان.

## وصلات خارجية
- وو يان على موقع قاعدة بيانات كرة القدم.إي يو (الإنجليزية)
- وو يان على موقع Soccerway.com (الإنجليزية)